# Klasztor Bazylianów w Borunach
Klasztor Bazylianów w Borunach – dawny bazyliański klasztor w Borunach (rejon oszmiański obwodu grodzieńskiego Białorusi).
Został wzniesiony pod koniec XVII w. i zlikwidowany w 1839, po synodzie połockim. W latach 1839–1899 był to męski klasztor prawosławny. Następnie do 1919 świątynia klasztorna funkcjonowała jako cerkiew prawosławna. W 1919 obiekt został zwrócony Kościołowi katolickiemu, lecz nie stał się ponownie cerkwią unicką, lecz rzymskokatolickim parafialnym kościołem. Funkcję tę pełni do tej pory (2023).

## Historia
Tradycja kościelna łączy powstanie kompleksu klasztornego w Borunach z cudownym przeniesieniem się unickiej ikony Matki Bożej (otrzymanej od połockiego bazylianina) z domu Mikołaja Pieślaka na drzewo w pobliskim lesie. Pod wpływem tego wydarzenia Pieślak ufundował w 1691 r. (według innego źródła - w 1692-1694) klasztor bazyliański, który szybko stał się ważnym ośrodkiem kultu maryjnego. Budynki klasztorne były zbudowane z drewna, jedynie cerkiew bazyliańska w kompleksie zabudowań była obiektem murowanym. W 1707 całość uległa zniszczeniu w czasie pożaru wsi.
W latach 1747–1757 na potrzeby wspólnoty wzniesiono znacznie obszerniejszy barokowy kompleks kościelno-klasztorny, jego projektantem był Aleksander Osikiewicz. Klasztor w Borunach był jednym z najważniejszych ośrodków unickich w regionie.
W XIX w. bazylianie utworzyli przy klasztorze świecką szkołę, którą prowadzili do 1839. Wśród jej uczniów byli Antoni Odyniec, Leonard i Ignacy Chodźko.
Bazyliański klasztor przetrwał do likwidacji unii brzeskiej na ziemiach zabranych po synodzie połockim w 1839. Przed usunięciem z Borun bazylianie wywieźli ze swojej siedziby oryginał wizerunku Matki Boskiej Boruńskiej. Na miejsce dotychczasowych gospodarzy obiektu sprowadzono mnichów prawosławnych. Monaster tego wyznania funkcjonował w Borunach do 1899 (według innego źródła - do 1874). Następnie dawna świątynia bazyliańska była cerkwią parafialną, filią parafii w Olszanach. W 1919 została zrewindykowana na rzecz Kościoła rzymskokatolickiego. Od tego momentu obiekt stale funkcjonuje jako kościół. W 1992 ponownie wniesiony został do niego czczony w nim przed 1839 wizerunek maryjny, którego święto obchodzone jest corocznie 29 sierpnia.

## Architektura

### Kościół
Pobazyliański kościół w Borunach reprezentuje styl baroku wileńskiego. Jego elewacja jest wypukła w części środkowej, zdobiona pilastrami, wolutowym szczytem i profilowanym gzymsem. Wejście do budynku prowadzi przez drzwi z efektownym portalem. Świątynia posiadała dwie wieże, usytuowane przy szczytach naw bocznych, pod kątem względem głównej fasady. Do naszych czasów (pocz. XXI w.) przetrwała jedynie lewa wieża, z prawej zaś - tylko dolna kondygnacja. Również wieża zdobiona jest gzymsami, pilastrami w narożach i ozdobnymi wnękami. Nawy, prezbiterium i zakrystie przykryte są sklepieniami kolebkowymi, podczas gdy w nawach bocznych zastosowano sklepienie krzyżowe. We wnętrzu kościoła znajdują się barokowe stiukowe ołtarze oraz ambona.
Łączna długość świątyni to 35,4 m, szerokość (z uwzględnieniem kaplic bocznych) - 19,9 m. Kaplice przylegające do nawy mają długość 21,6 m i szerokość 6,9 m.
Bazyliańska cerkiew w Borunach w pierwotnych planach projektanta miała być jeszcze okazalsza - oprócz dwóch wież połączonych z fasadą ścianami parawanowymi, położonych przy szczytach naw bocznych, planowano zbudować jeszcze dwie flankujące główną fasadę świątyni. Do ich budowy ostatecznie nie doszło. Z kolei inspiracją dla wyglądu fasady świątyni boruńskiej mogła być bazyliańska cerkiew Objawienia Pańskiego w kompleksie klasztoru w Żyrowicach.
Świątynia klasztoru boruńskiego była wzorem dla twórców innych bazyliańskich monasterów - w Wolnej i w Brześciu.

### Klasztor i inne części kompleksu
Pobazyliański klasztor w Borunach pochodzi z lat 1778-1793, był przebudowywany w końcu XIX stulecia w stylu neoklasycystycznym. Budowla ta wzniesiona jest na planie litery T, posiada jedno piętro. Elewacje klasztorne dzielone się lizenami, we wnętrzach zachowały się oryginalne sklepienia kolebkowe i krzyżowe.
Całość zabudowań klasztoru otacza ogrodzenie z dwiema bramami wjazdowymi oraz z barokową dzwonnicą zwieńczoną hełmem, zdobioną podobnie jak wieże kościelne pilastrami i gzymsami. Ogrodzenie to było murowane jedynie od frontu, pozostałe części klasztoru otaczał drewniany parkan.
W kompleksie klasztoru znajduje się także niewielka dwukondygnacyjna kaplica z XVIII w., w formie czworoboku na ośmioboku, z cylindryczną kopułą.

## Galeria

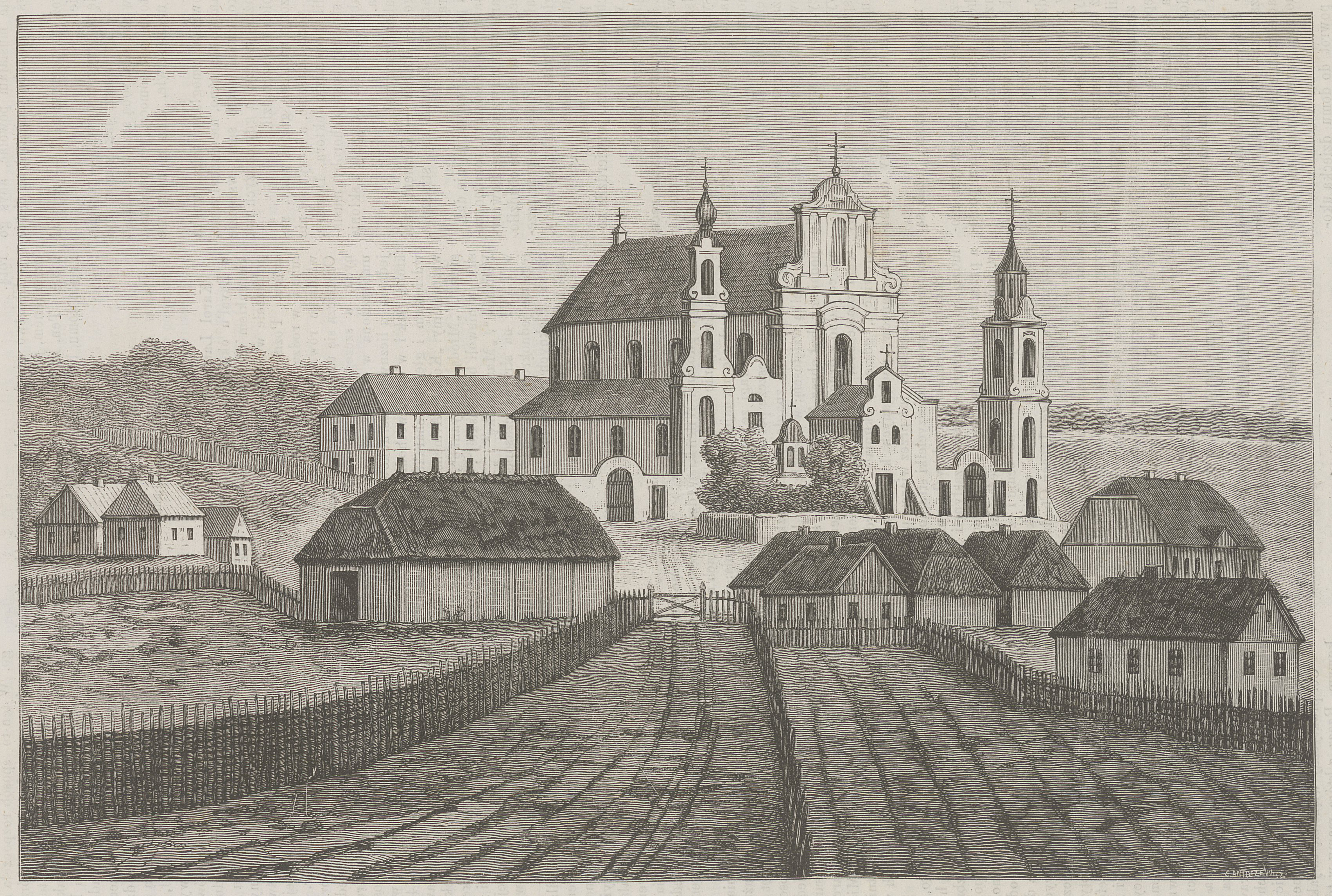
Kościół i klasztor w XIX w., rysunek Napoleona Ordy
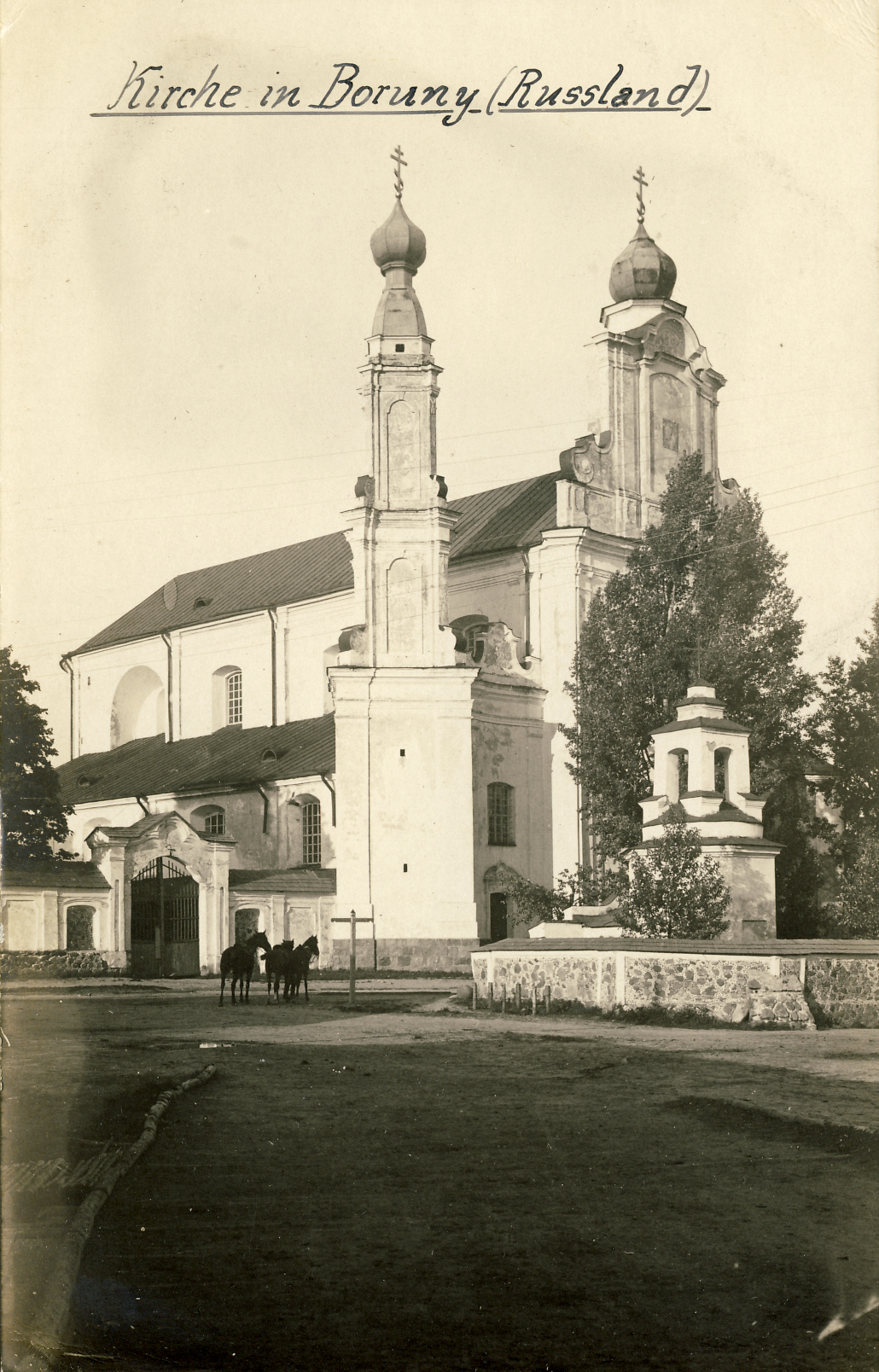
Kościół w 1916 roku
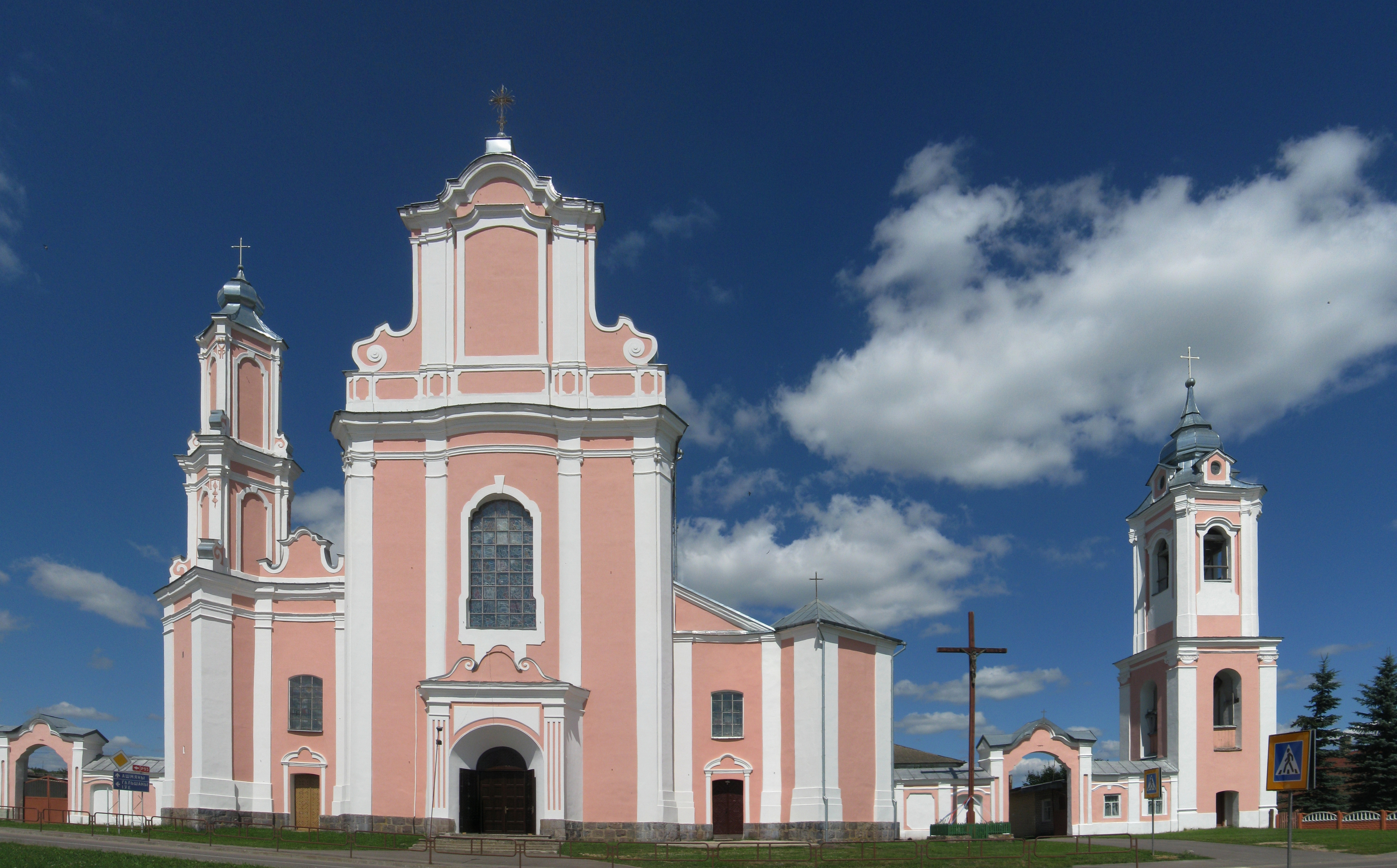
Fasada kościoła
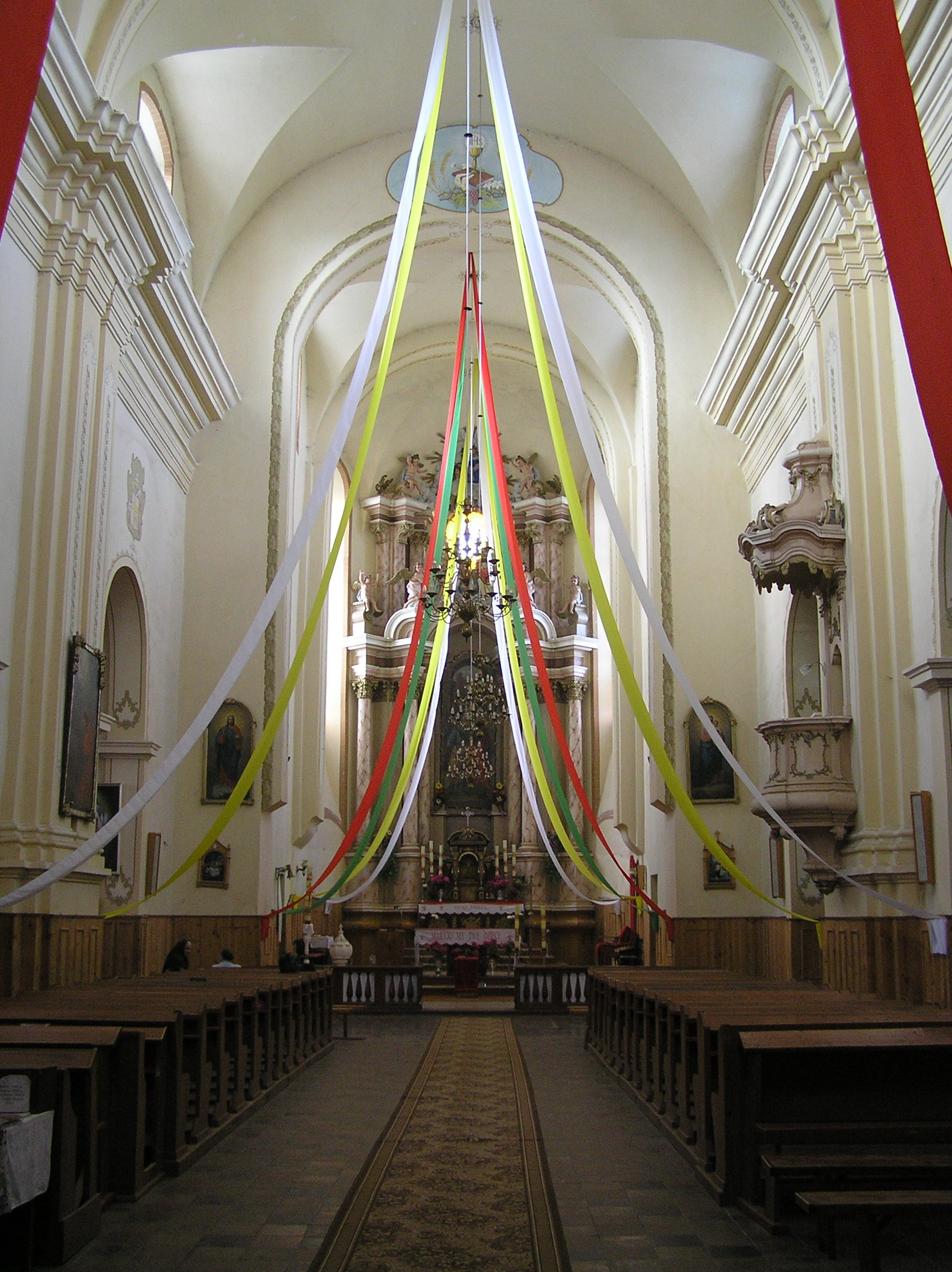
Wnętrze
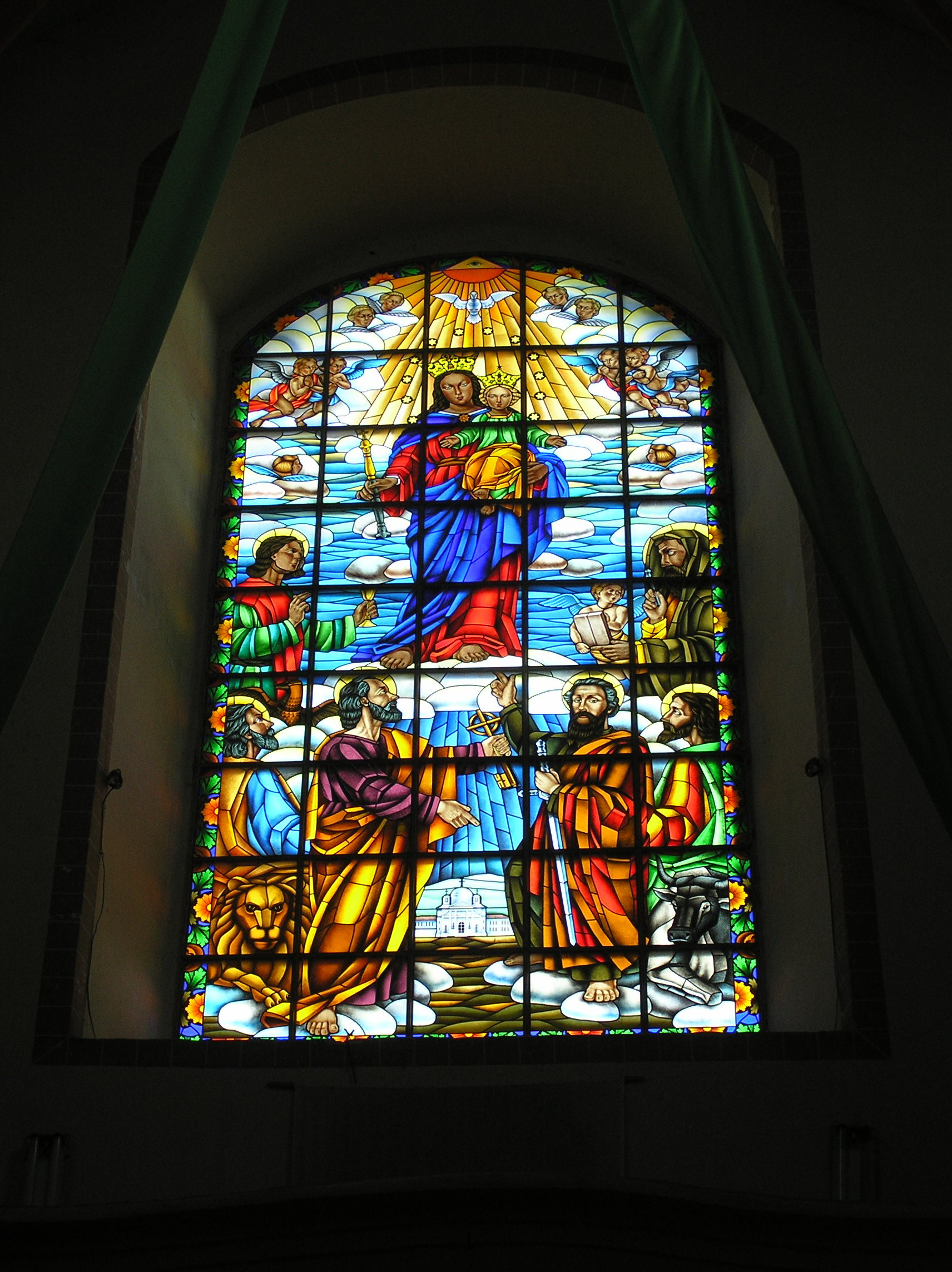
Witraż w kościele
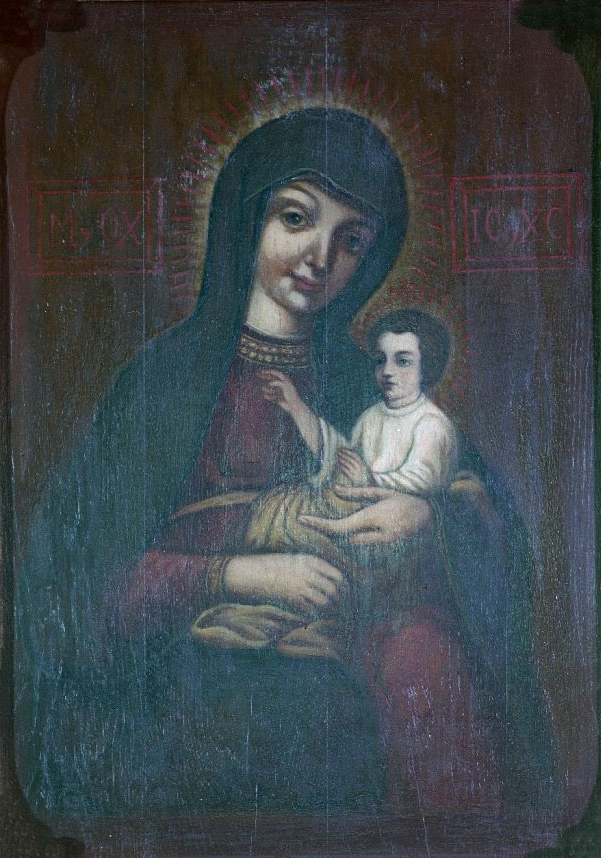
Obraz Matki Bożej Boruńskiej
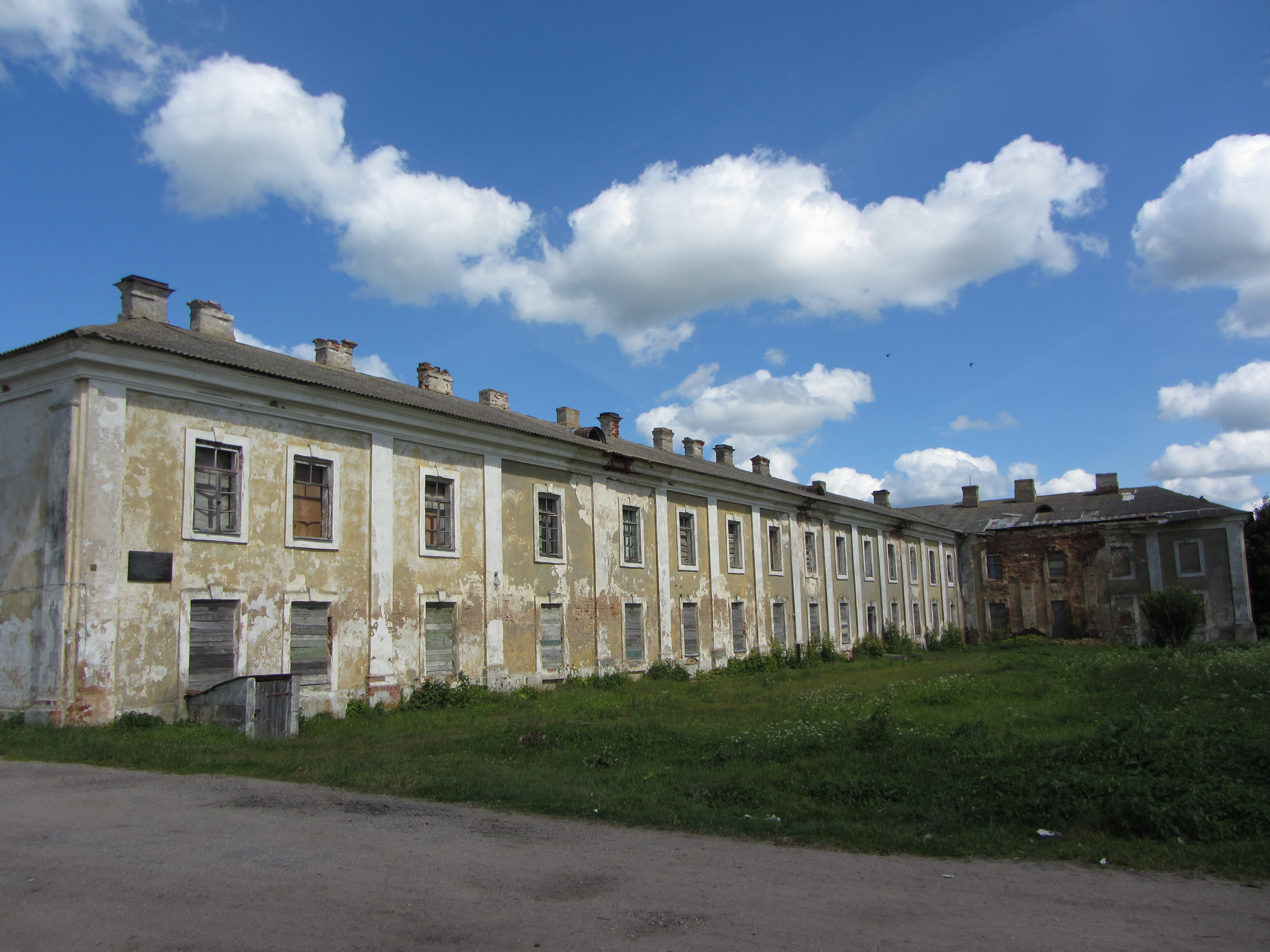
Klasztor bazylianów